# 江頭恒治
江頭 恒治（えがしら つねはる、1900年10月7日 - 1978年10月5日）は、日本の経済学者。滋賀大学名誉教授。

## 経歴
佐賀県生まれ。1924年佐賀高等学校を卒業。同年、京都帝国大学経済学部に入学し、本庄栄治郎のもとで日本経済史を学び、1927年卒業。浪速高等学校講師などを務めたのち、1933年黒正巌が開設した日本経済史研究所の所員となる。1937年、満州建国大学助教授、1940年に同大学教授。戦後、1947年2月に彦根経済専門学校講師となり、翌3月同校教授。1949年に同校が新設の滋賀大学に包摂されると、同大学教授となり、兼ねて同大学彦根経済専門学校教授に任ぜられる。1961年、定年退官、名誉教授。
1947年、「日本荘園経済史論」で京都帝国大学から経済学博士の学位を取得。1966年、『近江商人中井家の研究』で日本学士院賞と日経・経済図書文化賞（第8回）を受賞。

## 栄典
- 1970年（昭和45年）11月3日 - 勲三等旭日中綬章[17]
- 1978年（昭和53年）10月5日 - 正四位[18]

## 著書
- 『高野山領荘園の研究：日本荘園の研究,第1輯』有斐閣（日本経済史研究所研究叢書）1938年
- 『日本荘園経済史論：日本荘園の研究,第2輯』有斐閣（日本経済史研究所研究叢書）1942年
- 『経済史原論』時潮社、1953年
- 『近江商人』弘文堂（アテネ新書）1959年
- 『近江商人中井家の研究』雄山閣、1965年
- 『江州商人』至文堂（日本歴史新書）1965年
- 『日本国民経済史』ミネルヴァ書房、1970年

## 翻訳
- ミッチャーリッヒ『経済史原論』上田藤十郎共訳、叢文閣、1936年